# Michael Reinartz (Herausgeber)
Michael F. Reinartz (* 12. Oktober 1939 in Wien) war Gründer/Herausgeber der deutschsprachigen Ausgaben des Restaurantführers Gault-Millau. 

## Leben
Von 1982 bis 1985 war er Herausgeber der Ausgabe für die Schweiz (Verleger: Ringier AG, Zürich), 1983 bis 1985 der für Deutschland (Heyne Verlag, München) und 1980 bis 2005 der für Österreich.  
2011 wurde Reinartz wegen Steuerhinterziehung zu einer Geldstrafe verurteilt. 
2013 wurde die Buße reduziert.

## Auszeichnungen
- 1990: Silbernes Ehrenzeichen für Verdienste um die Republik Österreich[4]
- 1998: Steinfederpreis
- 1999: Verleihung des Berufstitels Professor durch den Bundespräsidenten mit Entschließung vom 8. November 1999, Zl.701.073/118-BEV/1999
- 2000: Goldenes Ehrenzeichen für Verdienste um das Bundesland Niederösterreich[5]